# Space Quest 6: Roger Wilco in The Spinal Frontier
Space Quest 6: Roger Wilco in The Spinal Frontier is het zesde en laatste spel uit de officiële Space Quest-reeks. Strikt genomen is dit het vijfde spel uit de Sierra Online-reeks aangezien Space Quest V: The Next Mutation werd ontwikkeld door Dynamix. Space Quest 6 kwam uit in 1995.

## Verhaal
Roger dient voor de krijgsraad te komen omwille van allerhande idiote en humoristische overtredingen die hij in het verleden heeft begaan. Daardoor verliest hij zijn graad van kapitein en wordt hij gedegradeerd naar zijn oude positie van tweedeklas klusjesman. Hij wordt tewerkgesteld op het schip SCS DeepShip dat zich in een verre uithoek van het heelal bevindt. Op dit schip komt hij onder commandant Kielbasa te staan. Na hun uitstekende prestatie na operatie 'A Glitch In Time Saves Gamma Nine' krijgt de bemanning verlof wat ze doorbrengt op planeet Polysorbate LX.
Ondertussen heeft een extreem oude vrouw, Sharpei, het plan opgenomen om Roger Wilco uit de weg te ruimen. Sharpei leidde ooit "Project Immortality" waardoor ze hoopte en manier te vinden om oneindig te kunnen leven.
Verder wordt Roger duizenden keren verkleind zodat hij kan indringen in het lichaam van Stellar Santiago. Roger en Stellar krijgen gevoelens voor elkaar, maar Roger dient in zijn achterhoofd te houden dat hij met Beatrice moet trouwen om later een kind met haar te verwekken. Als dat niet gebeurt, ontstaat er een tijdsparadox ten gevolge van een incident in Space Quest IV. Daar dient Roger door de tijd te reizen waar hij zijn zoon ontmoet die Roger van de dood redt. Als de zoon niet wordt geboren, kan Roger ook niet worden gered.
Het spel eindigt met een cliffhanger waar Stellar tegen Roger zegt dat hij zijn volgende opdracht graag zal willen doen. Aangezien Space Quest 7 tot nu toe niet werd gemaakt, is het nog steeds een geheim wat Stellar bedoelde.

## Trivia
- Space Quest 6 is het enige spel uit de reeks waar het vervolgnummer een Arabisch cijfer is. In voorgaande delen werd dit met Romeinse cijfers aangeduid. Sierra had wel een werktitel voor het zevende spel: Space Quest VII: Return to Roman Numerals, maar het project werd stilgelegd.
- Het personage Sharpei is gebaseerd op de hondensoort shar-pei
- SCS DeepShip 86 is afgeleid van Star Trek: Deep Space Nine
- Kielbasa is de Engelse term voor Kolbász. Verder is het personage gebaseerd op de Kilrathi uit Wing Commander
- Polysorbate LX  is afgeleid van Polysorbaat 60 (het Romeinse getal LX komt overeen met het Arabische 60)